# Chlorophorus hauseri
Chlorophorus hauseri är en skalbaggsart som beskrevs av Maurice Pic 1931. Chlorophorus hauseri ingår i släktet Chlorophorus och familjen långhorningar. Inga underarter finns listade i Catalogue of Life.